# Кози (Поморське воєводство)
Кози (пол. Kozy, нім. Kose) — село в Польщі, у гміні Чарна Домбрувка Битівського повіту Поморського воєводства.
Населення — 387 осіб (2011).
У 1975-1998 роках село належало до Слупського воєводства.

## Демографія
Демографічна структура станом на 31 березня 2011 року:
|          | Загалом | Допрацездатний вік | Працездатний вік | Постпрацездатний вік |
| -------- | ------- | ------------------ | ---------------- | -------------------- |
| Чоловіки | 191     | 45                 | 135              | 11                   |
| Жінки    | 196     | 60                 | 107              | 29                   |
| Разом    | 387     | 105                | 242              | 40                   |